# Mīrzā Ḩeşārī
Mīrzā Ḩeşārī (persiska: ميرزا حصاری) är en ort i Iran.   Den ligger i provinsen Hamadan, i den nordvästra delen av landet, 280 km väster om huvudstaden Teheran. Mīrzā Ḩeşārī ligger 2 007 meter över havet och antalet invånare är 542.
Terrängen runt Mīrzā Ḩeşārī är kuperad söderut, men norrut är den platt. Runt Mīrzā Ḩeşārī är det ganska tätbefolkat, med 75 invånare per kvadratkilometer. Närmaste större samhälle är Mohājerān, 15,5 km öster om Mīrzā Ḩeşārī. Trakten runt Mīrzā Ḩeşārī består i huvudsak av gräsmarker.